# Azilia montana
Azilia montana là một loài nhện trong họ Tetragnathidae.
Loài này thuộc chi Azilia. Azilia montana được miêu tả năm 1940 bởi Bryant.